# 怪胎一族 (電影)
《怪胎一族》（英語：The Munsters）是一部2022年美國喜劇恐怖片，改編自1960年代同名電視情境喜劇，講述電視劇情之前的故事以及角色們的起源。電影由羅伯·殭屍執導、製片和編劇，主演包括傑夫·丹尼爾·菲利浦斯、雪莉·穆恩·殭屍、丹尼爾·羅布克、李察·布雷克及西爾維斯特·麥考伊。
《怪胎一族》2022年9月27日由環球影業家庭娛樂採數位、藍光和DVD發行，同時在串流媒體Netflix上線。口碑褒貶不一。

## 演員
- 傑夫·丹尼爾·菲利浦斯（英语：Jeff Daniel Phillips）飾演赫曼·蒙斯特（英语：Herman Munster）
- 雪莉·穆恩·殭屍（英语：Sheri Moon Zombie）飾演莉莉·蒙斯特（英语：Lily Munster）
- 丹尼爾·羅布克飾演伯爵（英语：Grandpa (The Munsters)）
- 李察·布雷克飾演亨利·奧古斯都·沃爾夫岡博士（Dr. Henry Augustus Wolfgang）／奧洛克（英语：Count Orlok）
- 西爾維斯特·麥考伊飾演伊果（英语：Igor (character)）
- 喬治·賈西亞（英语：Jorge Garcia）飾演弗洛（Floop）[1]
- 凱薩琳·施契（英语：Catherine Schell）飾演卓亞·克魯伯（Zoya Krupp）[2]
- 卡桑德拉·皮特森飾演芭芭拉·卡爾（Barbara Carr）[3][4]
- 迪·瓦勒斯（英语：Dee Wallace）飾演早安外西凡尼亞（Good Morning Transylvania，配音）[5]
- 帕特·普里斯特（英语：Pat Priest (actress)）飾演外西凡尼亞航空公司廣播員[6]
- 布奇·派屈克（英语：Butch Patrick）飾演罐頭人（Tin Can Man）[7]
- 傑瑞米·威勒（Jeremy Wheeler）飾演蓋德曼先生（Mr. Gateman）
- 湯瑪士·博伊金（Tomas Boykin）飾演李斯特（Lester）
- 羅德里克·希爾（Roderick Hill）飾演古德伯里先生（Mr. Goodbury）
- 馬克·格里菲斯（Mark Griffith）飾演葛雷夫斯先生（Mr. Graves）
- 佛瑞德·寇里（英语：Fred Coury）飾演烏鴉（The Raven）

## 發行
《怪胎一族》2022年9月27日由環球影業家庭娛樂採藍光、DVD及VOD數位平台發行。此後不久，電影在串流媒體Netflix上線。羅伯·殭屍之前的電影皆為R級，但他表示：「對於那些猜測、懷疑和假設《怪胎一族》會充斥骯髒、暴力和討厭鬼……好吧，你錯了，本片被評為PG級。」

## 外部連結
- 官方网站
- 互联网电影数据库（IMDb）上《怪胎一族》的资料（英文）
- 豆瓣电影上《怪胎一族》的資料 （简体中文）